# Franco Corbella
Franco Corbella, all'anagrafe Francesco Corbella (Milano, 17 ottobre 1943 – Cinisello Balsamo, 17 aprile 2023), è stato un karateka, maestro di karate e dirigente sportivo italiano.

## Biografia
Franco Corbella nasce a Milano nel 1943. Inizia in giovane età la pratica delle arti marziali, privatamente con il Ju-Jitsu, poi nell’anno 1962 prosegue con il Judo, sotto la guida del Maestro Koike, presso il dojo Jigoro Kano di Milano. Successivamente, nel 1965, viene invitato dal Maestro Fassi e dal Maestro Venturelli a dare inizio ad un corso di karate presso la medesima struttura, sotto la guida del Maestro Fassi; il karate era ancora un'arte marziale sconosciuta in Italia.
Consegue il titolo di cintura nera nel 1967 sotto la guida del Maestro Shirai. Nel triennio 1968 - 1970 veste i colori della nazionale italiana e partecipa a numerose competizioni, tra cui i Campionati Europei di Essen, la prima gara internazionale a Lugano e al Campionato Intercontinentale svoltosi a Milano.
Ottiene il titolo di Maestro di karate nel 1970 dall'A.I.K.A., riconosciuto dalla JKA nel 1980. Il Maestro Nakaiama nomina Corbella "Arbitro Internazionale di categoria A" nel 1975, questo riconoscimento gli permette di arbitrare nelle più prestigiose manifestazioni internazionali, tra cui i Campionati Mondiali 1975 di Los Angeles, i Campionati Mondiali 1977 a Tokyo e tutte le edizioni dei Campionati Europei E.A.K.F. e I.T.K.F. fino al 1985.
Viene nominato docente e capo-istruttore nel 1980 presso la Scuola del Corpo della Polizia Locale di Milano e l'IREF, per la formazione professionale degli agenti e ufficiali di Polizia Locale nell’ambito della difesa personale e norme di comportamento; incarico ricoperto fino al pensionamento nel 2001.
Il 18 aprile 1983 fonda insieme a Guglielmo Barbaria, Tullio Mastrangelo ed ai Maestri Sergio Bertini, Sandro Curti, Gianpaolo Liviero, Gian Piero Rossi, Emilio Stucchi, e Roberto Vedovati la FEIKAR e ne presiede Direzione Tecnica fino alla sua scomparsa.
Gli viene riconosciuto il 6°dan Hanshi dal Dai Nippon Butoku Kai nel 1995 e l'anno seguente viene accreditato alla Scuola del Maestro Nagamine e alla Scuola del Maestro Matayoshi.
Dal 1997 assume incarichi presso l'A.C.S.I. tra cui Delegato nazionale per il Settore "Arti Marziali" e membro del Direttivo A.C.S.I-BUDO.
Nel 2010 gli viene conferito il 7º dan.
Dal 2018 viene nominato Referente per l'Italia per la SKDUN, la quale gli riconoscerà il grado 8º dan nel marzo del 2023.
Muore nell'aprile del 2023.
Il Dai Nippon Butoku Kai gli riconosce il titolo di 8°dan Hanshi e viene insignito Cavaliere dello Sport dall'ASI, entrambi postumi.
Durante la sua vita ha potuto frequentare le più prestigiose scuole di karate e studiare sotto la guida di numerosi Maestri quali Nishyama, Nakayama, Shirai, Kase, Kanazawa, Enoeda, Nanbu, Nagamine, Matayoshi, Ochi, Tanaka e Kubota.